# Suicideboys
Suicideboys, escrit $uicideboy$, és un duet de rap de Nova Orleans format el 2014 per Ruby da Cherry and $lick $loth. Aconseguiren una fama per Amèrica Central. El seu estil es caracteritza per mesclar horrorcore, trap i música glitch. Són considerats exponents del subgènere del «sad trap».

## Història
El 2014, els dos cosins Ruby da Cherry and $lick $loth s'ajuntaren per formar el grup. Els dos cosins havien crescut junts: a Rluby li agradava la música punk i Slick Sloth era DJ. Signaren per a la discogràfica G59 Records. Llançaren una sèrie d'EP titulada Kill Your$elf. Un dels seus EP, Radical $Uicide, va arribar a la posició 17 de la Llista de rap Billboard.
El duo arribà a la fama a través del lloc web de distribució d'àudio SoundCloud. D'ençà que el duo va començar, han llançat nombroses cançons i EP a SoundCloud.
El 2016, Deadmau5 acusà als $uicideboy$ d'infracció del copyright a la cançó Antarctica.
L'àlbum de llarga duració que fou el seu debut es titula I Don't Want to Die in New Orleans, i fou publicat el mes de desembre de 2017. El duo va ser present a la llista de Billboard de els "15 Artistes de ball a tenir en compte el 2017".

## Estil musical
La música dels $uicideboy$ està influïda per molts estils incloent-hi el rap i el punk rock. Algunes de les seues influències més grans són Three 6 Mafia, Misfits, OutKast, Green Day, Waka Flocka Flame, Kanye West, Gucci Mane, Lil Wayne, T-Pain, Leftover Crack, No Limit i Cash Money. En les lletres han demostrat una influència notòria de Kurt Cobain.